# 新竹客運中壢站
亞通客運中壢站，原名新竹客運中壢站，是亞通客運向新竹客運租用位於桃園市中壢區的場站跟保修廠。旅客可搭乘各路線前往桃園市內龍潭區、楊梅區、新屋區、平鎮區、蘆竹區、大園區，新竹縣之關西鎮、湖口鄉、橫山鄉、竹東鎮、新埔鎮、竹北市及新竹市
等地，共有兩處乘車處，一為中壢北站（與捷乘客運及亦捷科際共用），一為中壢農會（往竹圍乘車處)。亞通客運並未租用中壢南站，使用權仍屬於新竹客運，目前已經改裝為機車停車場及餐廳。

## 中壢南站（已停用）
中壢總站也稱中壢南站，位於中壢市建國路105號，距離中壢車站約一百公尺距離，與桃園客運中壢總站、國光客運中壢站、中壢客運中壢總站為鄰。2023年1月1日中壢總站與楊梅站合併，中壢總站業務牽制楊梅站，並撤除中壢總站候車處、站務服務，僅供乘客在門口進行上下車。因建築本體使用權仍屬新竹客運，2024年1月1日亞通客運接手新竹客運路線後本站路線全數移至中壢北站搭乘

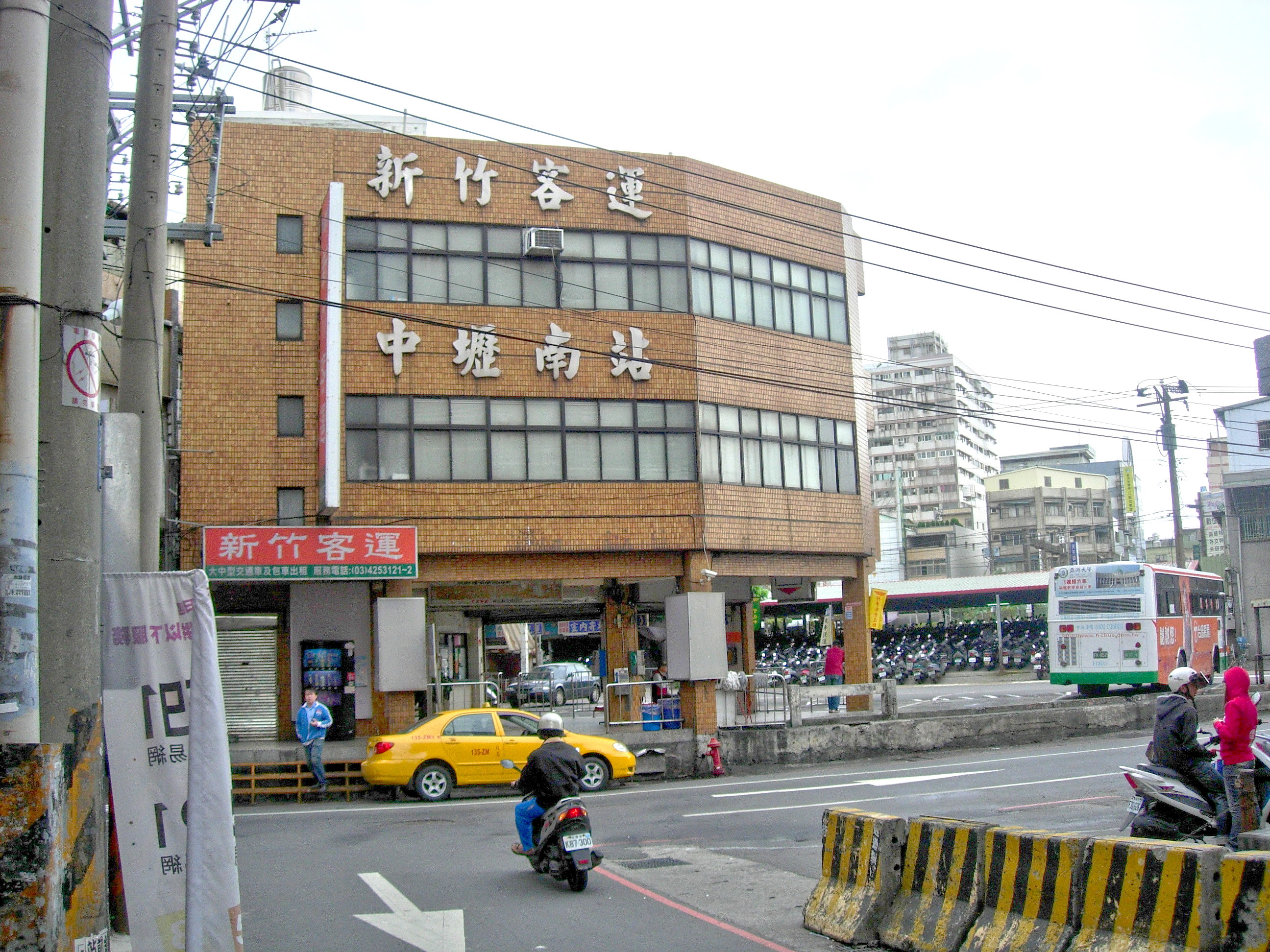
中壢總站

### 月台
原月台位置已裁撤改建為機車停車場，站體二樓由泰式餐廳租用

## 中壢北站站牌
中壢北站地址是中壢市元化路2之36號，位於中壢車站前站對面大樓一樓。2024年1月1日改由亞通客運租用接手，行經台一線及金陵路等原南站發車路線改本站發車。捷乘客運及亦捷科際復駛原新竹客運公路客運路線後也利用本站發車

### 月台
月台已裁撤降為站牌

### 行駛路線
- 桃園市區公車 （2024年1月1日由亞通客運接手）：
  - 5616 中壢─龍潭
部分班次使用低底盤公車
  - 5617 中壢─關西
部分班次使用低底盤公車
  - 5617A 中壢─關西［經關西高中］
部分班次使用低底盤公車
  - 5623 楊梅─捷運環北站（經縱貫路、中壢）
部分班次使用低底盤公車
  - 5623A 楊梅─捷運環北站（延駛中壢火車站）
部分班次使用低底盤公車
  - 5624 中壢─湖口（經楊梅）
部分班次使用低底盤公車
  - 5644 中壢─頂好社區（經山仔頂工業區）
部分班次使用低底盤公車
  - 5645 中壢─黃泥塘
部分班次使用低底盤公車
  - 5646 中壢─龍潭（經隘寮頂）
部分班次使用低底盤公車
  - 5646A 中壢─大昌路口（經隘寮頂）
部分班次使用低底盤公車
  - 5646B 中壢─臺北商業大學(桃園校區)
部分班次使用低底盤公車
  - 5651 中壢─北高榮（經埔心）
部分班次使用低底盤公車
  - 5651A 中壢─北高榮（經埔心）［繞駛比佛利］
部分班次使用低底盤公車
  - 5653 中壢─六福動物園（經車頭）
部分班次使用低底盤公車
部分班次為直行龍潭中原路
  - 5654 中壢─新屋（經楊梅）
部分班次使用低底盤公車
  - 5671 中壢─八〇四醫院（經龍潭）
部分班次使用低底盤公車
去程直接從上伯公站牌左轉北龍路往大溪方向因此才沒有到龍潭站，返程從北龍路直行至龍潭站折返回中壢
  - 5672 中壢─八Ｏ四醫院（經黃泥塘）
部分班次使用低底盤公車
  - 5674 中壢─金雞湖（經東勢）
部分班次使用低底盤公車
- 長途客運 ：
  - 5620 中壢─新竹（經關西）
部分班次使用低底盤公車（2024年11月1日由亦捷科際復駛)
  - 5634 中壢─竹東（經關西）
部分班次使用低底盤公車（2024年9月1日由捷乘客運復駛)

### 時刻
中壢-龍潭為重疊區間.包含經由龍潭往各地班次，約5至10分有一車次

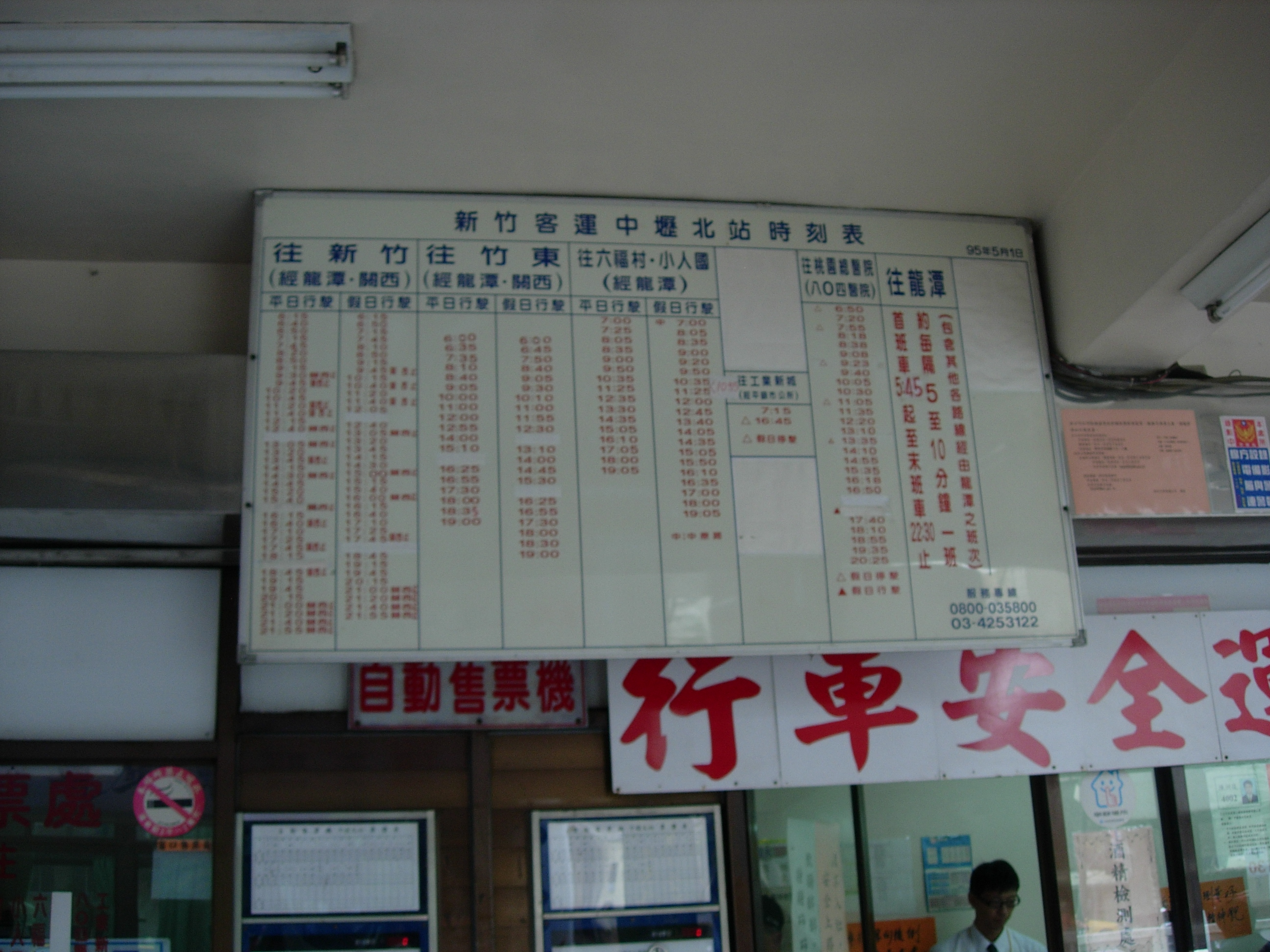
中壢北站時刻表

其他路線皆有定時行駛(固定班次)

## 中壢農會站牌
除了中壢北站外，亞通客運在中壢農會前有一站牌

### 行駛路線
- 桃園市區公車：
  - 703 中壢─竹圍

## 資料來源
1. ↑  .   [2025-05-27]. （原始内容存档于2024-06-19）.
2. ↑  http://www.hcbus.com.tw/中壢時刻表.htm 的存檔，存档日期2011-12-24. 中壢北站時刻表

## 外部連結
- 新竹客運公司 （页面存档备份，存于）